# Can Gol (Mataró)
Can Gol és una masia de Mataró (Maresme) protegida com a bé cultural d'interès local.

## Descripció
Masia amb teulada a una vessant i amb frontó lateral. El celler, a la part posterior, té una coberta a dues vessants. Té tres cossos perpendiculars a la façana. Portal adovellat i balcó al damunt.
A l'interior, l'escala és de pedra amb graons motllurats visibles pel costat.
Cuina amb una llar de foc interessant. Al pis superior es conserva la sala, sobre el cos central, i una habitació sobre el menjador. La resta ha estat modificat.

## Història
Per les característiques d'estructura i distribució, així com els elements, portes, finestres i portal adovellat, creiem que es pot datar la masia al segle xvi. Les modificacions fetes en els segles XIX i XX, motivades principalment pels canvis de propietaris no han alterat la manera important el conjunt de la masia, que conserva la mateixa distribució del 1636.